# Benighted
Benighted es una banda francesa de death metal formada en Saint-Étienne, Rhône-Alpes, Francia, en mayo de 1998.

## Biografía
Benighted toma de principales influencias a Cannibal Corpse y Marduk. En un principio, Benighted que desempeñan una mezcla de death metal y grindcore, en sus canciones a menudo habla acerca de la psicología.
Su primer álbum fue producido y grabado rápidamente. Es titulado Benighted, y contiene siete títulos que reflejan a la banda.
Psychose es el segundo álbum de la banda, más influenciado por el death metal técnico. El grupo tuvo algunas dificultades de grabación en este álbum.
El tercer álbum, sacado por Adipocére Records, fue más exitoso que su anterior álbum Psychose. Este álbum, titulado Insane Cephalic Production, demostraron un sonido potente y un enfoque más crudo. En su regreso al estudio de grabación "Kohkeller Studio" en Alemania, Benighted de inmediato regresó a trabajar mucho y tomar participación en la escena underground francesa.
El cuarto álbum, Identisick fue lanzado en agosto de 2006, una vez más en la etiqueta Adipocére Records. Este álbum también está disponible en Edición Limitada, que contiene un bonus DVD que incluye videos de conciertos y la grabación en el estudio. Icon es grabado, mezclado y masterizado en el Estudio Kohlekeller en el verano de 2007, este álbum es más brutal, groovy y eficaz de lo que la banda hacía antes. En octubre de 2007 lanzan Terrorize the Sick Tour con Kronos y Recueil Morbide francés para su promoción.

## Miembros
- Julien Truchan - voz(desde 1998 hasta presente).
- Olivier Gabriel - guitarra(desde 1998 hasta presente).
- Liem N'Guyen - guitarra (y ocasionalmente el bajo)(desde 1998 hasta presente).
- Eric Lombard - Bajo(desde 2004 hasta presente).
- Romain Goulon - Batería(desde 2016 hasta presente).

### Miembros pasados
- Fred Fayolle - Batería
- Rémi Aubrespin - Bajo
- Chart - Bajo
- Bertrand - Bajo
- Kevin Foley - Batería

## Discografía

### Álbumes
- Benighted - 2000
- Psychose - 2002
- Insane Cephalic Production - 2003
- Identisick - 2006
- Icon - 2007
- Asylum Cave - 2011
- Carnivore Sublime - 2014
- Necrobreed - 2017
- Obscene Repressed - 2020
- Ekbom - 2024